# كامل كابكوفيك
كامل كابكوفيك (بالسلوفاكية: Kamil Čapkovič)‏ مواليد 2 يونيو 1986 في ميخالوفتسى، سلوفاكيا، هو لاعب كرة مضرب سلوفاكي يلعب باليد اليمنى ويحتل حالياً المرتبة رقم. 484 (26 مايو 2014) في تصنيف رابطة محترفي كرة المضرب. أعلى تصنيف له في الفردي كان المركز الـ 211 في سنة 2009.

## روابط خارجية
- كامل كابكوفيك على موقع رابطة محترفي التنس (الإنجليزية)
- كامل كابكوفيك على موقع الاتحاد الدولي لكرة المضرب (الإنجليزية)
- كامل كابكوفيك على موقع كأس ديفيز (الإنجليزية)
- كامل كابكوفيك على موقع خلاصة التنس.كوم (الإنجليزية)